# William Williams-Freeman
Pour les articles homonymes, voir Williams et Freeman.
William Peere Williams-Freeman, né William Peere William le 6 janvier 1742 à Peterborough et mort le 11 février 1832 à Hoddesdon, est un amiral britannique de la Royal Navy.
Il participe à la guerre de Sept Ans (bataille des Cardinaux) et à la guerre d'indépendance des États-Unis (bataille de Rhode Island, siège de Gibraltar).
Il atteint le rang d'Admiral of the fleet à la fin de vie.